# Phormictopus piephoi
Phormictopus piephoi är en spindelart som beskrevs av Schmidt 2003. Phormictopus piephoi ingår i släktet Phormictopus och familjen fågelspindlar. Inga underarter finns listade i Catalogue of Life.